# Johan Bruins Slot
Johannes Pieter Harm (Johan) Bruins Slot (Nijkerk, 29 december 1945 – Hoorn, 18 februari 2014) was een Nederlands politicus van het CDA.
Hij werd geboren als zoon van Zwaantinus Bruins Slot die toen burgemeester van Nijkerk was. Hij ging in 1976 werken bij de gemeente Zegveld en in 1980 werd hij daar de gemeentesecretaris als opvolger van Bert Groen, die burgemeester van Oldehove was geworden. In 1978 was zijn jongere broer Harm burgemeester geworden en in 1985 werd ook Johan Bruins Slot burgemeester en wel van Adorp. Op 1 januari 1990 was er in Groningen een grote gemeentelijke herindeling waarbij Adorp opging in de gemeente Winsum. Op die datum werd Bruins Slot de burgemeester van de gemeente Ulrum die twee jaar later hernoemd werd tot gemeente De Marne. In juli 1998 gaf hij die functie op om dijkgraaf bij het Waterschap Westfriesland te worden. Daarnaast was hij van 2003 tot 2011 lid van de Provinciale Staten van Noord-Holland waarvan de laatste vier jaar als fractievoorzitter. Begin 2014 overleed hij op 68-jarige leeftijd.